# Амбарная (губа)
Амбарная (фин. Pikku-Maattivuono — Малая Маативуоно) — губа на Мурманском берегу Баренцева моря. Вдаётся в юго-восточную часть берега залива Варангер-фьорд. Открыта к северу, вдается в материк на 3,5 км. Ширина у входа 1,1 км. Максимальная глубина — 86 м.
Расположена в между губами Печенга и Малой Волоковой. Входные мысы: мыс Романова (с запада) и мыс Крикун (с востока). В губу впадает несколько ручьёв и сток озера Линъялампи. У выхода из губы располагается небольшой остров Нумероласса. На восточной стороне губы устроена пристань.
Западный и восточный берега губы в основном состоят из крупных (до 293 м) каменных обрывистых гор, южный берег, близ вершины губы, песчаный и низменный. Глубина залива постепенно уменьшается к вершине губы, часть которой осыхает в отлив.
Населённых пунктов на берегах губы Амбарной нет. Административно бухта входит в Печенгский район Мурманской области России.